# ポーティスヘッド (アルバム)
『ポーティスヘッド』（Portishead）は、イギリスの音楽ユニット、ポーティスヘッドのセカンド・アルバム。1997年9月16日にリリースされた。
全英アルバムチャート2位、Billboard 200では21位を記録。

## 収録曲
全曲、ベス・ギボンズ、エイドリアン・アトリー、ジェフ・バーロウによる共作。それ以外は下記の通り。
1. カウボーイズ - "Cowboys" (バーロウ、ギボンズ) - 4:38
2. オール・マイン - "All Mine" - 3:59
3. アンディナイド - "Undenied" (バーロウ、ギボンズ) - 4:18
4. ハーフ・デイ・クロージング - "Half Day Closing" - 3:49
5. オーヴァー - "Over" - 4:00
6. ハミング - "Humming" - 6:02
7. モーニング・エアー - "Mourning Air" - 4:11
8. 7ヶ月 - "Seven Months" - 4:15
9. オンリー･ユー - "Only You" (バーロウ、ギボンズ、アトリー、ケン・ソーン、トレヴァント・ハードソン、デリック・スチュワート) - 4:59
10. イリジウム - "Elysium" - 5:54
11. ウェスタン・アイズ - "Western Eyes" - 3:57

## パーソネル
ポーティスヘッド
- ベス・ギボンズ (Beth Gibbons) - ボーカル
- エイドリアン・アトリー (Adrian Utley) - ギター、ベース、シンセサイザー、ローズ・ピアノ
- ジェフ・バーロウ (Geoff Barrow) - ドラム、ターンテーブル、プログラミング、サンプリング

アディショナル・ミュージシャン
- クライヴ・ディーマー (Clive Deamer) - ドラム
- ショーン・アトキンス (Shaun Atkins) - アディショナル・ボーカル
- ジョン・バゴット (John Baggot) - オルガン、ピアノ
- アンディ・ヘイグ (Andy Hague)、ベン・ワグホーン (Ben Waghorn)、ジョン・コーニック (John Cornick) - ホーン
- S・クーパー (S. Cooper) - ヴァイオリン